# Reina Claudia Verde
Reina Claudia Verde sinonimia: Reine Claude Verte, es una variedad cultivar de ciruelo (Prunus domestica), de las denominadas ciruelas europeas,
una variedad de ciruela oriunda de Oriente Medio llevada a la Francia de Francisco I, por el embajador del reino de Francia ante la "Sublime Puerta", en nombre de Solimán el Magnífico. Las frutas tienen un tamaño pequeño a medio, color de piel verde grisáceo a dorado, y pulpa de color amarillo ámbar o verdoso, transparente, y sabor muy dulce.

## Sinonimia
- "Reine Claude Verte",
- "Greengage".[4]

## Historia
El área de origen de los ciruelos "Reina Claudia" sería seguramente Siria?, y se obtuvo en Francia tras el descubrimiento de un ciruelo importado de Asia que producía ciruelas de color verde. Este ciruelo fue traído a la corte de Francisco I por el embajador del reino de Francia ante la "Sublime Puerta", en nombre de Solimán el Magnífico.
El nombre de Reina Claudia es en honor de Claudia de Francia (1499–1524), duquesa de Bretaña, futura reina consorte de Francisco I de Francia (1494–1547). En Francia le decían la bonne reine.
En general, se cree que la ciruela 'Reina Claudia Verde' ( en los países anglo sajones conocida como 'Green Gage') llegó a Inglaterra desde Francia en el siglo XVIII gracias a Sir William Gage, que vivía en Bury St. Edmunds y obtuvo un árbol de su hermano, que era sacerdote y vivía en París. Como resultado de su promoción de esta nueva variedad, todas las ciruelas verdes suelen conocerse como "Gages" en el Reino Unido. Las ciruelas de piel verde se introdujeron posteriormente en los EE. UU. a finales del siglo XVIII, donde también se las conoce como Green Gage.
'Reina Claudia Verde' está cultivada en el banco de germoplasma de cultivos vivos de la Estación experimental Aula Dei de Zaragoza. Está considerada incluida como una variedad local muy antiguas, cuyo cultivo se centraba en comarcas muy definidas, que se caracterizan por su buena adaptación a sus ecosistemas, y podrían tener interés genético en virtud de su características organolepticas y resistencia a enfermedades, con vista a mejorar a otras variedades.

## Características

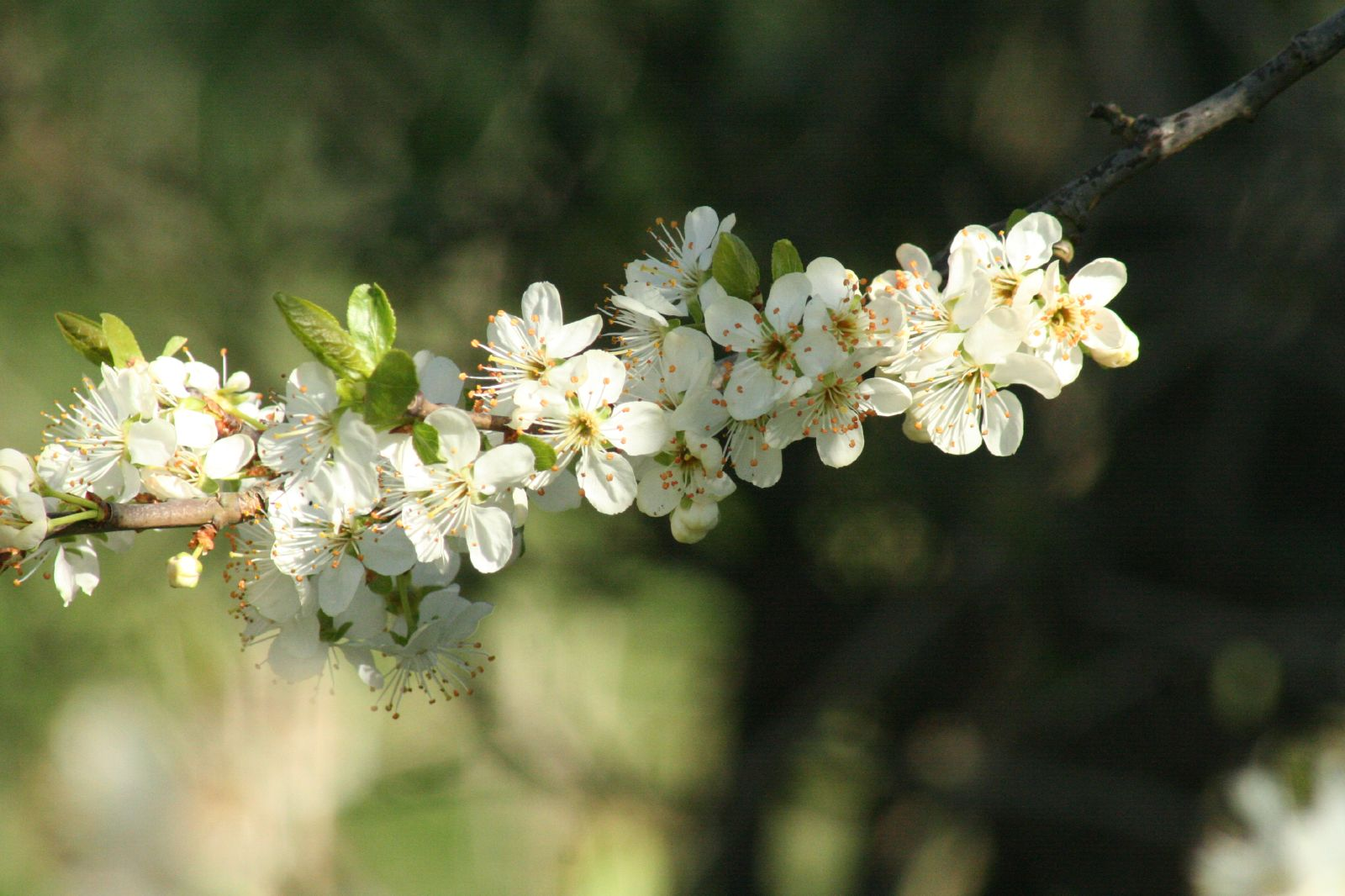
Las flores de 'Prunus domestica subsp. italica'.

'Reina Claudia Verde' árbol de porte extenso, vigoroso, erguido, muy fértil y resistente. Las flores deben aclararse mucho para que los frutos alcancen un calibre más grueso. Tiene un tiempo de floración que comienza a partir del 16 de abril con el 10% de floración, para el 20 de abril tiene una floración completa (80%), y para el 29 de abril tiene un 90% de caída de pétalos.
'Reina Claudia Verde' tiene una talla de tamaño pequeño a medio, de forma redondeada, ligeramente aplastada en los polos, con depresión ligera en la zona ventral, más acentuada en el polo pistilar, frutos simétricos o ligeramente asimétricos, sobre todo en la zona pistilar, con la sutura bien visible, línea transparente de color indefinido, situada en depresión ligera;epidermis tiene una piel recubierta de abundante pruina blanquecina, sin pubescencia, con color verde grisáceo a dorado, a veces con franjas longitudinales en la parte dorsal, sin chapa o con pequeñas manchitas abigarradas carmín amoratado oscuro, presenta un punteado diminuto, muy abundante, blanquecino o amarillento, sin aureola; Pedúnculo medio, con pubescencia casi imperceptible, ubicado en una cavidad del pedúnculo de anchura amplia y casi superficial;pulpa de color amarillo ámbar o verdoso, transparente, con textura medianamente firme, jugosa, y un sabor extraordinariamente dulce y a la vez refrescante.
Hueso adherente en zona ventral, de un tamaño pequeño o medio, elíptico-redondeado ligeramente asimétrico, con la zona ventral estrecha, con surcos laterales poco marcados, presentando una cresta ventral apenas presente, próxima a la zona peduncular, o sin cresta, con el surco dorsal amplio, poco profundo, y las caras laterales arenosas.
Su tiempo de recogida de cosecha se inicia en su maduración en la segunda decena de agosto.

## Usos
La ciruela 'Reina Claudia Verde' se comen crudas de fruta fresca en mesa, en macedonias de frutas, pero también en postres, repostería, como acompañamiento de carnes y platos. Se transforma en mermeladas, almíbar de frutas, compotas. También se elabora en aguardiente de ciruela.

## Cultivo
Autofértil, es una muy buena variedad polinizadora de todos los demás ciruelos de Reina Claudia.

## Enfermedades y plagas
Plagas específicas:
Pulgones, Cochinilla parda, aves Camachuelos, Orugas, Araña roja de árboles frutales, Polillas minadoras de hojas, Pulgón enrollador de hojas de ciruelo.
Enfermedades específicas:
Hoja de plata.